# Gergithus horishanus
Gergithus horishanus är en insektsart som beskrevs av Matsumura 1916. Gergithus horishanus ingår i släktet Gergithus och familjen sköldstritar. Inga underarter finns listade i Catalogue of Life.